# Cordylosaurus subtessellatus
Genre
Espèce
Synonymes
- Gerrhosaurus subtessellatus Smith, 1844
- Gerrhosaurus trivittatus Peters, 1862
- Cordylosaurus trivittatus australis Hewitt, 1932

Statut de conservation UICN

 LC  : Préoccupation mineure
Cordylosaurus subtessellatus, unique représentant du genre Cordylosaurus, est une espèce de sauriens de la famille des Gerrhosauridae.

## Répartition
Cette espèce se rencontre dans le sud de l'Angola, en Namibie, au Botswana et dans l'Ouest d'Afrique du Sud.

## Description
Cette espèce présente un corps assez tubulaire, avec des membres très peu développés. Les écailles sont de forme carré, avec un aspect brillant. Le corps est brun et crème, en larges bandes longitudinales, la queue étant plus unie, tirant parfois sur le bleu.
Elle est ovipare.
Elle vit dans des zones plutôt arides.

## Publications originales
- Gray, 1866 "1865" : Descriptions of two new genera of lizards from Damaraland. Proceedings of the Zoological Society of London, vol. 1865, p. 640-642 (texte intégral).
- Smith, 1844 : Illustrations of the Zoology of South Africa; Consisting Chiefly of Figures and Descriptions of the Objects of Natural History Collected during an Expedition into the Interior of South Africa, in the Years 1834, 1835, and 1836.  London, Smith, Elder, & Co.